# トリエチレンテトラミン
トリエチレンテトラミン (Triethlenetetramine or TETA and trien) は、トリエンチン (Trientine) (国際一般名)とも呼ばれる化学式 [CH2NHCH2CH2NH2]2 で表される有機化合物である。無色の油状の液体だが、多くのアミン類と同じように古くなると空気酸化による不純物のために黄色をおびる。極性溶媒に可溶である。TETAの商業サンプルには分枝異性体のトリス(2-アミノエチル)アミンおよびピペラジンが混入している可能性がある。

## 使用
TETAの反応性と用途は、関連のあるポリアミンのエチレンジアミンおよびジエチレントリアミンと同様である。これは主にエポキシ硬化の架橋剤 (硬化剤) として使用される。

### 医学的用途
「トリエンチン塩酸塩」と呼ばれるTETAの塩酸塩は、キレート剤であり、特にウィルソン病を治療するために体内の銅に結合、除去するため、特にペニシラミンに不寛容な人に対して使用される。一次治療としてトリエンチンを推奨する人もいるが、ペニシラミンの経験はより広範囲である。
トリエンチン塩酸塩 (商品名 Syprine) は、1985年11月に米国で医療用に承認された。日本では、1994年9月から「メタライト250カプセル」としてツムラから発売されている。
トリエンチン四塩酸塩 (商品名 Cuprior) は、2017年9月に欧州連合での医療用として承認された。これは、D-ペニシラミン療法に不耐性の成人、青年、および5歳以上の子供におけるウィルソン病の治療に適応される。
トリエンチン二塩酸塩 (商品名 Cufence) は、2019年7月に欧州連合での医療用として承認された。これは、D-ペニシラミン療法に不耐性の成人、青年、および5歳以上の子供におけるウィルソン病の治療に適応される。
最も一般的な副作用は、吐き気、特に治療開始時の皮膚発疹、十二指腸炎、および重度の大腸炎 (大腸の炎症が痛みと下痢を引き起こす) である。 

## 社会と文化

### 論争
米国では、Valeant Pharmaceuticals International社は、5年間で100錠のTETAのSyprineブランドの価格を625ドルから21,267ドルに引き上げた。ニューヨークタイムズは、この「ひどい」値上げが国民の怒りを引き起こしたと述べた。Teva Pharmaceuticals社はジェネリック薬を開発し、患者と医師は薬価がより安くなると期待していたが、2018年2月に導入されたとき、Tevaの価格は100錠で18,375ドルであった。ハーバード大学医学部で薬価を研究しているアーロン・ケッセルハイムは、製薬会社は市場が負担すると考えている価格で製品の価格を設定していると述べた。  
2023年現在、日本における「メタライト250カプセル」の薬価は293.3円/カプセルであり、一瓶（100錠）では29300円となる。

## 製造
TETAは、エチレンジアミンまたはエタノールアミン/アンモニア混合物を酸化物触媒上で加熱することによって調製される。このプロセスにより、さまざまなアミン類、特に蒸留と昇華によって分離されるエチレンアミン類が得られる。 

## 配位化学
TETAは、配位化学の四座配位子であり、トリエンと呼ばれる。M(trien)L2 タイプの八面体錯体は、いくつかのジアステレオマー構造をとることができる。